# Azuragrion granti
Azuragrion granti là một loài chuồn chuồn kim thuộc họ Coenagrionidae. Đây là loài đặc hữu của Yemen. Môi trường sống tự nhiên của chúng là sông ngòi, hồ nước ngọt có nước theo mùa, đầm nước ngọt, và ao. Chúng hiện đang bị đe dọa vì mất nơi sống.